# Grécia nos Jogos Olímpicos de Verão de 1980
A Grécia participou dos Jogos Olímpicos de Verão de 1980 na cidade de Moscou, na então União Soviética.

## Medalhistas

### Ouro
- Stylianos Migiakis - Luta greco-romana - 57 a 62 kg.

### Bronze
- Giorgos Hadjiioannidis - Luta livre - 57 a 62 kg;
- Anastassios Boudouris, Anastiassios Gavrilis e Aristidis Rapanakis - Classe Soling.